# Hai tòa tháp
Hai tòa tháp (tiếng Anh: The Two Towers) là phần thứ 2 trong bộ tiểu thuyết giả tưởng Chúa tể những chiếc nhẫn của nhà văn J. R. R. Tolkien. Phần đầu và phần cuối bộ sách là các cuốn Đoàn hộ nhẫn ( The Fellowship of the Ring) và Nhà vua trở về (The Return of the King).

## Nhan đề
Chúa tể những chiến nhẫn được tác giả viết ra có tất cả sáu "cuốn", không tính cuốn giới thiệu, cuốn mở đầu và 6 phụ lục. Nhưng ban đầu bộ tiểu thuyết chỉ được xuất bản thành 3 cuốn bởi giấy trở nên khan hiếm do Chiến tranh thế giới thứ hai khiến cần phải cân nhắc rất kĩ tới giá thành và cỡ giấy . Hai tòa tháp bao gồm cuốn III và IV.
Tolkien viết: " Hai tòa tháp là cái tên thích hợp nhất có thể để bao quát nội dung cuốn III và IV vốn dĩ chả liên quan gì với nhau; và nó còn có thể tạo ra sự mơ hồ." Tolkien có thể đã từng hy vọng xuất bản toàn bộ cuốn tiểu thuyết thành một phần lớn bao gồm cả The Silmarillion. Ở gia đoạn này ông đã lên kế hoạch đặt tên cho từng cuốn riêng biệt. Quyển III từng có nhan đề The Treason of Isengard (Sự phản bội của Isengard) và quyển IV là The Journey of the Ringbearers (Cuộc hành trình của những kẻ mang nhẫn) hay The Ring Goes East (Chiếc nhẫn đi về phương Đông).
Một ghi chú cuối cuốn Chúa tể những chiếc nhẫn và hình minh họa cuối cùng của Tolkien về những toà tháp cho thấy chúng là Minas Morgul và Orthanc. Dù vậy, trong bức thư gửi Rayner Unwin, Tolkien có nhắc tới Orthanc và Tower of Cirith Ungol (Tòa tháp của Cirith Ungol). Một cách lỏng lẻo, bất kì cặp nào trong số 5 tòa tháp của tác phẩm đều có thể phù hợp với nhan đề: tòa tháp của Cirith Ungol (Cirith Ungol là một cái đèo), Orthanc, Minas Tirith, Barad-dûr và Minas Morgul.
Cho dù cuốn sách vẫn còn mập mờ về vấn đề này, bộ phim The Lord of the Rings: The Two Towers của đạo diễn Peter Jackson vẫn cho rằng hai tòa tháp chính là Barad-dûr tại Mordor và Orthanc của Isengard. Ở một đoạn phim phù thủy Saruman đã nói:
"The World is changing. Who now has the strength to stand against the armies of Isengard và Mordor? To stand against the might of Sauron và Saruman... and the union of the two towers? Together, my Lord Sauron... we shall rule this Middle-earth."
( Thế giới đang thay đổi. Giờ đây kẻ nào có đủ sức mạnh để chống lại quân đội của Isengard và Mordor? Chống lại sức mạnh của Sauron và Saruman... và liên minh của hai tòa tháp? Cùng với nhau, chúa tể Sauron... chúng ta có thể cai trị Middle-earth.)
Trong một trailer ngắn của bộ phim, lời tường thuật của Gandalf và Galadriel đã trực tiếp xác nhận hai tòa tháp là Barad-dûr và Orthanc.

## Kết cấu
Vì Hai tòa tháp là phần giữa của một tác phẩm đồ sộ, cho nên kết cấu của nó khá khác biệt với các tiểu thuyết thông thường. Phần mở và kết của nó rất đột ngột, không hề có giới thiệu nhân vật, dẫn giải các chi tiết chính hay một kết thúc chặt chẽ. Đó là đặc điểm cấu trúc tiêu biểu của thể loại tiểu thuyết nhiều tập (khác với truyện nhiều tập), mặc dầu cả ba tập đều không phải là những cuốn tiểu thuyết riêng. Phần đầu tiên chủ yếu đề cập các nhân vật quan trọng trong Đoàn hộ nhẫn, nhưng lại không nói gì nhiều tới nhân vật trung tâm mà số phận liên quan chặt chẽ tới nội dung câu chuyện, nhờ đó tác giả tạo cho người đọc cảm giác hồi hộp và mơ hồ về các nhân vật. Nội dung tập thứ hai quay trở lại sứ mệnh tiêu diệt Chiếc nhẫn của Frodo.

## Tóm tắt nội dung

### Quyển III
Khi Aragorn đang tìm Frodo, anh nghe thấy tiếng tù và của Boromir. Anh tìm thấy Boromir đang bị thương vì trúng tên và những kẻ tấn công đã đi mắt. Trước khi mất, Boromir cho biết Merry và Pippin đã bị bọn Orcs bắt đi, còn Frodo đã biến mất sau khi Boromir cố cướp Chiếc nhẫn từ cậu. Cuối cùng, anh nhờ Aragorn bảo vệ Minas Tirith khỏi Sauron. Cùng với Legolas và Gimli, Aragorn bày tỏ sự kính trọng với người anh hùng ngã xuống và thả Boromir trôi theo dòng sông Anduin trên một chiếc thuyền tang, việc thường thấy khi không thể thực hiện được các nghi thức an táng thông thường. Ba người sau đó đuổi theo những tên bắt cóc Uruk-hai. Cùng lúc đó, sau một vài thử thách, những hobbit trốn thoát khi bọn Uruk-hai bị các kị sĩ từ Rohan (hay Rohirrim) tấn công.
Merry và Pippin chạy trốn vào khu rừng Fangorn, nơi họ gặp Ents (người cây). Ents là những cái cây có khả năng nhìn, nghe, nói và di chuyển. Sau một thời gian dài bàn luận xem những Hobbits là bạn hay thù, thủ lĩnh người cây Treebeard thuyết phục hội đồng Ent tấn công Phù thủy Saruman khi nhận ra hắn đã phá hủy một phần lớn khu rừng để làm chất đốt cho những lò rèn vũ khí của mình.
Aragorn, người lùn Gimli và Legolas the Elf vô tình chạm trán những kị sĩ của Rohan do Éomer, cháu của vua Théoden, dẫn đầu. Họ được biết những kị sĩ đã tấn công một đàn Orcs vào đêm hôm trước và không để ai sống sót. Dù vậy, Aragorn vẫn tìm thấy một vài dấu vết dẫn vào rừng Fangorn, nơi họ gặp một phù thủy mặc áo choàng trắng.